# Simulium ambositrae
Simulium ambositrae är en tvåvingeart som beskrevs av Jean Charles Marie Grenier och Alexis Grjebine 1959. Simulium ambositrae ingår i släktet Simulium och familjen knott.
Artens utbredningsområde är Madagaskar. Inga underarter finns listade i Catalogue of Life.